# George Robert Sims

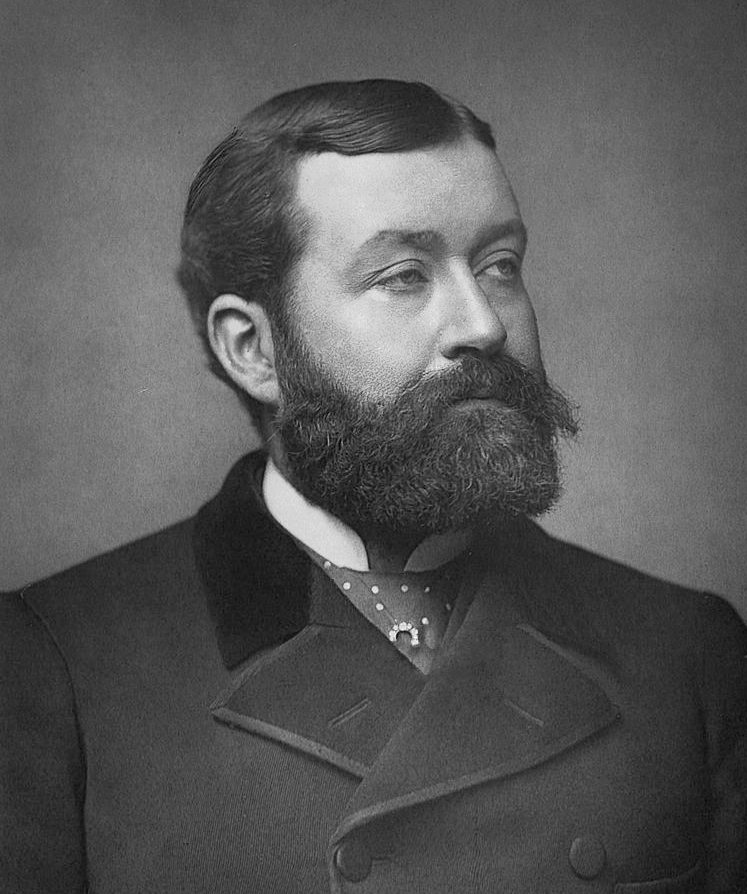
George Robert Sims (1884)

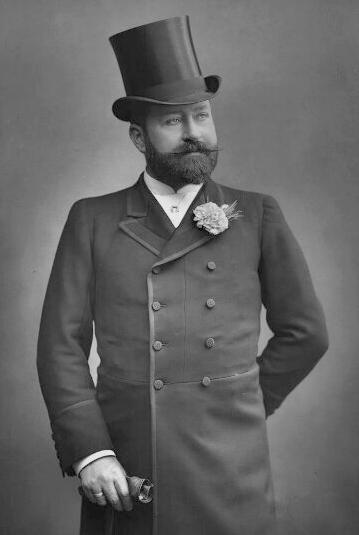
George Robert Sims (c. 1890)

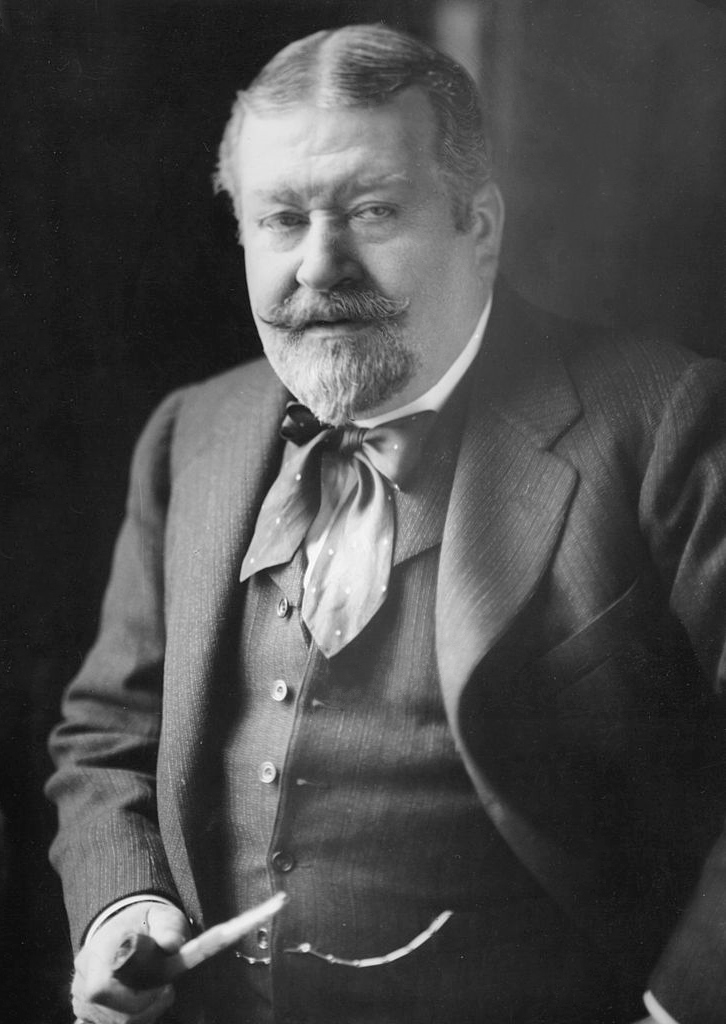
George Robert Sims (c. 1910)

George Robert Sims (* 2. September 1847 in Kennington, London Borough of Lambeth; † 4. September 1922 City of Westminster, London) war ein britischer Schriftsteller, Journalist und Sozialreformer.

## Leben
Sims war das älteste von sechs Kindern des Kaufmanns George Sims und dessen Ehefrau, der Frauenrechtlerin Louisa Amelie Stevenson. Seine Kindheit verbrachte er in Islington, seine Schulzeit in Eastbourne. Anschließend besuchte er das Hanwell Military College und später studierte er an der Universität Bonn.
Bereits als Kind verfasste Sims Gedichte; sein Debüt als Schriftsteller hatte er während seines Studiums in Bonn. Unter mehreren Theaterstücken, die er in dieser Zeit verfasste, war auch eine Bearbeitung von Roderich Benedix’ „Doctor Wespe“, die auch an der Universität zur Aufführung kam.
Als Sims sein Studium in Frankreich fortsetzte, lernte er die Werke Honoré de Balzacs kennen und schätzen. Er begann diese zu übersetzen und konnte 1874 dessen „Contes drôlatiques“ in englischer Sprache veröffentlichen. Nach seiner Rückkehr nach London arbeitete er für kurze Zeit im väterlichen Geschäft. Aber schon 1874 beendete er seine Arbeit dort und ließ sich als freier Schriftsteller in der Nähe des Regent’s Park nieder.
1876 heiratete Sims in erster Ehe Sarah Elizabeth Collins. Als diese nach zehnjähriger Ehe starb, ehelichte er nach dem obligaten Trauerjahr Anne Maria Harris. Da seine zweite Ehefrau schon bald verstarb, heiratete er 1901 Elizabeth Florence Wykes. Alle drei Ehen blieben kinderlos.
Neben seinem eigenen literarischen Schaffen, war Sims auch ein gefragter Mitarbeiter verschiedener Zeitungen und Zeitschriften und mit den Jahren wurde er zu einem der bekanntesten Autoren des viktorianischen Zeitalters. Seine Werke umfassen Novellen und Romane ebenso, wie Theaterstücke und Lyrik.

Während der 1880er Jahre erreichte er Anerkennung als Journalist; engagierter Sozialreformer, was auch in seinen Werken deutlich wird, blieb er bis zu seinem Lebensende. Heute ist wohl die Ballade It is Christmas Day in the Workhouse noch bekannt. Diese wurde 1914 von dem britischen Regisseur George Pearson unter dem Titel Christmas Day in the Workhouse verfilmt.

## Zitat
Die Times schrieb am 6. September 1922 über George Sims:
... so attractive and original was the personality revealed in his abundant output ... for he was a wonderful hard worker ... that no other journalist has ever occupied quiet the same place in the affections not only of the great public but also of people of more discriminating taste ...

Sims was indeed a born journalist with the essential „flair“ added to shrew'd common sense, imagination, wide sympathies, a vivid interest in every side of life, and the most ardent patriotism ... He was ... a highly sucessful playwright ... a zealous social reformer, an expert criminologist, a connoisseur in good eating and drinking, in racing, in dogs, in boxing, and in all sorts of curious out-of-the-way people and things.

## Werke (Auswahl)
Romane
- Erinnerungen einer Schwiegermutter. Engelhorn, Stuttgart 1894.
- Die junge Frau Kaudel. Engelhorn, Stuttgart 1906.
- Li Ting of London.
- Mary Jane married.
- Memoirs of a landlady.
- Memoirs of Mary Jane.
- Möblierte Zimmer. Engelhorn, Stuttgart 1895.
- Rogues and vagabonds.
- The ten commandments.

Theaterstücke
- The English rose.
- The gay city. 1881.
- Thr folden ladder.
- The light of home.
- The master and the man.
- The member for Slocum. 1881.
- The star of India.
- The gypsy earl.
- The white rose.

Libretti
- Blue-eyed Susan.
- Carmen up to data. 1890 (zusammen mit Henry Pettitt)
- The Dandy Fifth.
- Faust up to data. 1888 (zusammen mit Henry Pettitt)
- Harbour lights. 1885 (zusammen mit Henry Pettitt)
- Little Christopher Columbus. 1893 (zusammen mit Cecil Raleigh)
- The trumpet call. 1891 (zusammen mit Williams Buchanan)